# Prodoretus labialis
Prodoretus labialis är en skalbaggsart som beskrevs av Ohaus 1913. Prodoretus labialis ingår i släktet Prodoretus och familjen Rutelidae. Inga underarter finns listade i Catalogue of Life.